# Франческо I д’Есте
Вижте пояснителната страница за други личности с името Франческо д’Есте.
Франческо I д’Есте (на италиански: Francesco I d’Este; * 6 септември 1610, Модена, Херцогство Модена и Реджо; † 14 октомври 1658, Сантия) от род Есте, е херцог на Модена и Реджо от 1629 г. до смъртта си.

## Произход
Той е второто дете на Алфонсо III д’Есте (* 1591, † 1644), бъдещ херцог на Модена и Реджо, и на съпругата му принцеса Изабела Савойска (* 1591, † 1626). Негови дядо и баба по бащина линия са Чезаре д’Есте, херцог на Модена и Реджо, и Вирджиния де Медичи, а по майчина – херцог Карл Емануил I Савойски и Каталина-Микаела Испанска. Има осем братя и пет сестри:
- Чезаре (* 1609, † 1613)
- Обицо (* 1611, † 1644), епископ на Модена
- Анджела Мария Катерина (* 1613, † 1628), монахиня в Мадрид
- Чезаре (* 1614, † 1677)
- Алесандро (*/† 1615)
- Карло Алесандро (* 1616, † 1679)
- Риналдо (* 1618, † 1672), епископ на Реджо Емилия, Палестрина и Монпелие, кардинал
- Маргерита (* 1619, † 1692), херцогиня на Гуастала като съпруга на Феранте III Гонзага
- Беатриче (*/† 1620)
- Беатриче (* 1622, † 1623)
- Филиберто (* 1623, † 1645)
- Бонифачо (*/† 1624)
- Анна Беатриче (* 1626; † 1690), херцогиня на Мирандола като съпруга на Алесандро II Пико.

## Биография

### Встъпване в длъжност като херцог
Става херцог на Модена и Реджо през 1629 г. след абдикацията на баща си Алфонсо III. Веднага се оказва изправен пред ужасната чумна епидемия от 1630-1631 г. в Модена, в която 70% от населението е заразено, а 40% загива. Той и семейството се спасяват убежище по хълмовете на Реджо Емилия, където болестта пристига по-късно и е по-малко опасна. Приписва заслугата за това на Мадона дела Гиара и така се ражда предаността към нея на семейство Есте: нейното изображение се възпроизвежда на различни монети.
През 1634 г. кара да пренаредят терена с руините на древния замък на Фиорано и с проект на архитекта Бартоломео Аванцини започва изграждането на Светилището на Света Богородица на замъка.

### Тридесетгодишната война
След края на чумната епидемия се жени за Мария Катерина Фарнезе, дъщеря на херцога на Парма и Пиаченца Ранучо I Фарнезе, докато в Европа избухва Тридесетгодишната война. Херцогът застава на страната на Испания, нахлува в Херцогство Парма, Пиаченца и Гуастала и следват френски набези в района на Модена. След това отива в Мадрид, за да получи наградата за съюза, но се връща с празни ръце. За да анексира Кореджо, след като императорът обявява принц Сиро за лишен от власт, Франческо трябва да плати 230 000 флорина и да си запази един испански гарнизон. Това се случва веднага след войната на Папската държава с Херцогство Кастро, което папа Урбан VIII иска да анексира, както е направил с Урбино: Парма, Модена, Венеция и Флоренция се съюзяват срещу папата; другите италиански държави обаче, страхувайки се, че ще надделее Франческо I, който се стреми към повторното завоюване на Ферара, побързват да сключат мир във Ферара на 31 март 1644 г., който запазва статуквото. Франческо I отново се надява на помощ от Испания, която обаче така и не идва, и решава да вземе страната на Франция благодарение на отношенията си с кардинал Мазарини. Франческо I излиза на бойното поле, за да завладее Кремона, но поради неблагоприятните метеорологични условия и непристигането на войски и пари, обещани от Мазарини, е принуден да се откаже. След това съдбата на Тридесетгодишната война се обръща благоприятно за Испания и херцогът отново търси контакт с нея, само за да се свърже отново с Франция, уреждайки брака на сина си Алфонсо с Лаура Мартиноци, племенница на Мазарини.
Губернаторът на испанско Милано Луи дьо Бенави Карило, маркиз на Карачена, пресича река По и при Гуалтиери навлиза в територията на Есте, за да завладее Реджо, но този път неблагоприятните метеорологични условия и защитата на града го принуждават да се откаже и да отстъпи.

### Последни годин и смърт
През следващите години Франческо I, съюзник на Франция и Пиемонт, се бие в Ломбардия и Пиемонт като командир на френските войски и на своите собствени. След като се проваля в обсадата на Павия през 1655 г. той постига успехи при превземането на Валенца и отчасти по време на обсадата на Алесандрия през 1656-1657 г., също с помощта на сина си Алфонсо. В края на 1657 г. се завръща в Модена, но през 1658 г. прекосява По, тръгва нагоре по река Ада и стига до портите на Милано; след това се насочва към Пиемонт и обсажда Мортара, завладявайки я. Не успява да се наслади на триумфа на победата обаче: разболява се от малария и умира в Сантия на 14 октомври 1658 г. на 48 г. в ръцете на сина си Алмериго.
Велик и смел кондотиер, той обаче поддържа морална справедливост и религиозност, рядко срещани сред принцовете от онова време; обича да дарява, без да го прави обременяващо или известно на онези, на които дава, и въпреки всичко обича мира повече от войната, По негово време Модена се превръща в истинска столица благодарение на работата му: той кара да построят, в допълнение към Херцогския дворец, Teatro della Spelta (театър с 3000 места), разкошната Вила деле Пентетори, напълно разрушена от бомбардировка във Втората световна война, двореца Вигарани в градините на двореца (сега Обществени градини), в допълнение към възстановяването на Цитаделата, кара да разширят Канала (Навильо) чак до вътрешността на града, който получава пристанище. Кара да пострят и Херцогския дворец в Сасуоло, предназначен за ваканционен курорт на двора. Престижна е неговата херцогска музикална капела, чийто директор от 1647 до 1665 г. е композиторът Марко Учелини, който също е капелмайстор на катедралата.
Покровител на художници и писатели, Франческо I обогатява галерията на Есте в Модена, извеждайки я до нивото на най-богатите колекции в Европа, с придобиването на произведения на най-големите художници на времето, частично продадени от неговия потомък Франческо III, който е без пари, на краля на Полша и курфюрст на Саксония Август III и които днес са гордостта на музея в Дрезден.

## В изкуството
В галерия на Есте в Модена има две творби, които го изобразяват: известният мраморен бюст на Джовани Лоренцо Бернини и другият също толкова известен портрет на Диего Веласкес.

## Брак и потомство
Франческо I д’Есте се жени три пъти.
∞ 1. 11 януари 1631 за Мария Катарина Фарнезе (* 18 февруари 1615, † 25 юли 1646), дъщеря на Ранучо I Фарнезе, херцог на Парма и Пиаченца, от която има девет деца:
- Алфонсо Джовани Мария д’Есте (* 3 март 1632, † 20 март 1632)
- Алфонсо IV д’Есте (* 2 февруари 1634, † 16 юли 1662), херцог на Модена и Реджо (1658 – 1662), ∞ 1655 за Лаура Мартиноци (* 1639, † 1687), дъщеря на Джеронимо Мартиноци и племенница на кардинал Мазарини, от която има 2 сина и 1 дъщеря;
- Изабела д’Есте (* 3 октомври 1635, Модена; † 21 авуст 1666, Колорно), ∞ 18 февруари 1664 Ранучо II Фарнезе (* 1630. † 1694), херцог на Парма, от когото има 1 син и 2 дъщери;
- Леонора д’Есте (* 1639, † 1640);
- Тедалдо д’Есте (* 1640, † 1643);
- Алмерико д’Есте (* 8 май 1641, Модена; † 14 ноември 1660, Парос), генерал;
- Елеонора д’Есте (* 2 януари 1643, Модена; † 24 февруари 1722), монахиня;
- Мария д’Есте (* 8 декември 1644, † 20 август 1684), ∞ октомври 1668 за Ранучо II Фарнезе, вдовец на сестра ѝ Изабела, от когото има 4 сина и 5 дъщери;
- Тедалдо д’Есте (* 25 юли 1646, † септември 1646).

∞ 2. 12 февруари 1648 за Витория Фарнезе (* 29 април 1618, † 10 август 1649), сестра на първата му съпруга, от която има една дъщеря:
- Витория д’Есте (* 8 август 1649, † 26 юли 1656)

∞ 3. 14 октомври 1654 за Лукреция Барберини (* 24 октомври 1628, † 24 август 1699) от могъщия флорентински род Барберини, дъщеря на Тадео Барберини, княз на Палестрина, от която има един син:
- Риналдо д’Есте (* 25 април 1655, Модена, † 26 октомври 1737 пак там), кардинал (1688 – 1695) и от 1694 г. като Риналдо III херцог на Модена и Реджо, ∞ 1696 г. за Шарлота Хановерска (* 1671, † 1710), дъщеря на курфюрст Йохан Фридрих фон Брауншвайг-Люнебург, от която има 3 сина и 6 дъщери.

- Мария Фарнезе,
 първа съпруга
- Витория Фарнезе,
 втора съпруга
- Лукреция Барберини,
 трета съпруга
- Алфонсо IV, син
- Изабела, дъщеря
- Алмерик, син
- Мария, дъщеря
- Риналдо, син